# 依约
依约（马来语：Ijok）是马来西亚雪兰莪州瓜拉雪兰莪县依约区的一个乡镇，境内有一个同名的华人新村。依约的面积为144.50平方公里，位于马来西亚联邦大道  ，其在依约新村的交汇处通向八丁燕带和武吉巴东。
由于商店和小型建筑物并排在其主要街道的两旁，酷似牛仔部落的建设结构，因此依约也在民间被称作马来西亚的“牛仔城镇”。

## 人口
依约的马来人主要来自爪哇族，他们的祖先在二十世纪初便从印度尼西亚迁居马来半岛建立该城镇。当时，马来人大多数从事农产业，或者在商店和工厂工作。而当地华人的祖先则从中国大陆下南洋到本土进行生意买卖，开垦土地来经营蔬菜农场，良久便选择在依约定居。同样地，早期的印度人在移居依约后就在橡胶园工作。
据2011年瓜拉雪兰莪县政府官网，依约总人口来为54119，其人口构成如下所示：
| 2011年依约人口族群 | 2011年依约人口族群 | 2011年依约人口族群 |
| 种族               | 人口比例           | 人口               |
| ------------------ | ------------------ | ------------------ |
| 巫裔               | 78.53%             | 42497              |
| 华裔               | 5.47%              | 20647              |
| 印裔               | 11.42%             | 6179               |
| 其他               | 0.13%              | 75                 |
| 非马来西亚公民     | 4.45%              | 2407               |

## 行政与政治
州政府层面上，依约属于瓜拉雪兰莪县依约区，由瓜拉雪兰莪县署及土地局管辖依约境内的土地事务。
地方政府层面上，依约原本设有依约地方议会（Majlis Tempatan Ijok）并管辖镇内的民生事务，但在《1976年地方政府法令》下，依约地方议会被整合到瓜拉雪兰莪县议会。现在，依约的民生事务由瓜拉雪兰莪市议会管辖。
依约在国会选举区划里属于瓜拉雪兰莪国会议席（P096），现任国会议员是来自  希望聯盟 诚信党 的祖基菲里·阿末。
依约在雪兰莪州议会选举区划里属于依约州议席（N11）。现任州议员是来自  国民联盟 伊斯兰党 的杰菲里·梅占。

## 教育
依约境内共有2所小学：
- 依约国民小学（Sekolah Kebangsaan Ijok）
- 依约国民型华文小学（Sekolah Jenis Kebangsaan Cina Ijok）

## 交通
依约坐落于联邦大道  号公路旁，距离吉隆坡甲洞约35公里。此外，访客可驱车通过吉隆坡－瓜拉雪兰莪大道  EXIT 2501依约出口抵达依约，或者通过西海岸大道  EXIT 3210 亚三爪哇出口抵达依约。